# 대지고등학교
대지고등학교(大池高等學校)는 대한민국 경기도 용인시 수지구 죽전동에 있는 공립 고등학교이다.

## 학교 연혁
- 2006년 11월 16일 : 대지고등학교 설립인가
- 2007년 1월 18일 : 대지고등학교 교사 준공
- 2007년 3월 1일 : 초대 류수열 교장 취임
- 2007년 3월 2일 : 신입생 입학식(10학급 352명)
- 2010년 2월 11일 : 제1회 졸업장 수여식(7학급 242명)
- 2023년 12월 20일 : 제15회 졸업식 (10학급 293명, 총 5,115명)
- 2024년 3월 1일 : 제6대 유동철 교장 취임
- 2024년 3월 4일 : 제18회 입학식 (10학급 335명)

## 참고 자료
- 대지고등학교 - 한국교육학술정보원 학교알리미